# Opel Frontera (1991)
Opel Frontera – samochód osobowy typu SUV klasy średniej produkowany pod niemiecką marką Opel w latach 1991–2004.

## Pierwsza generacja

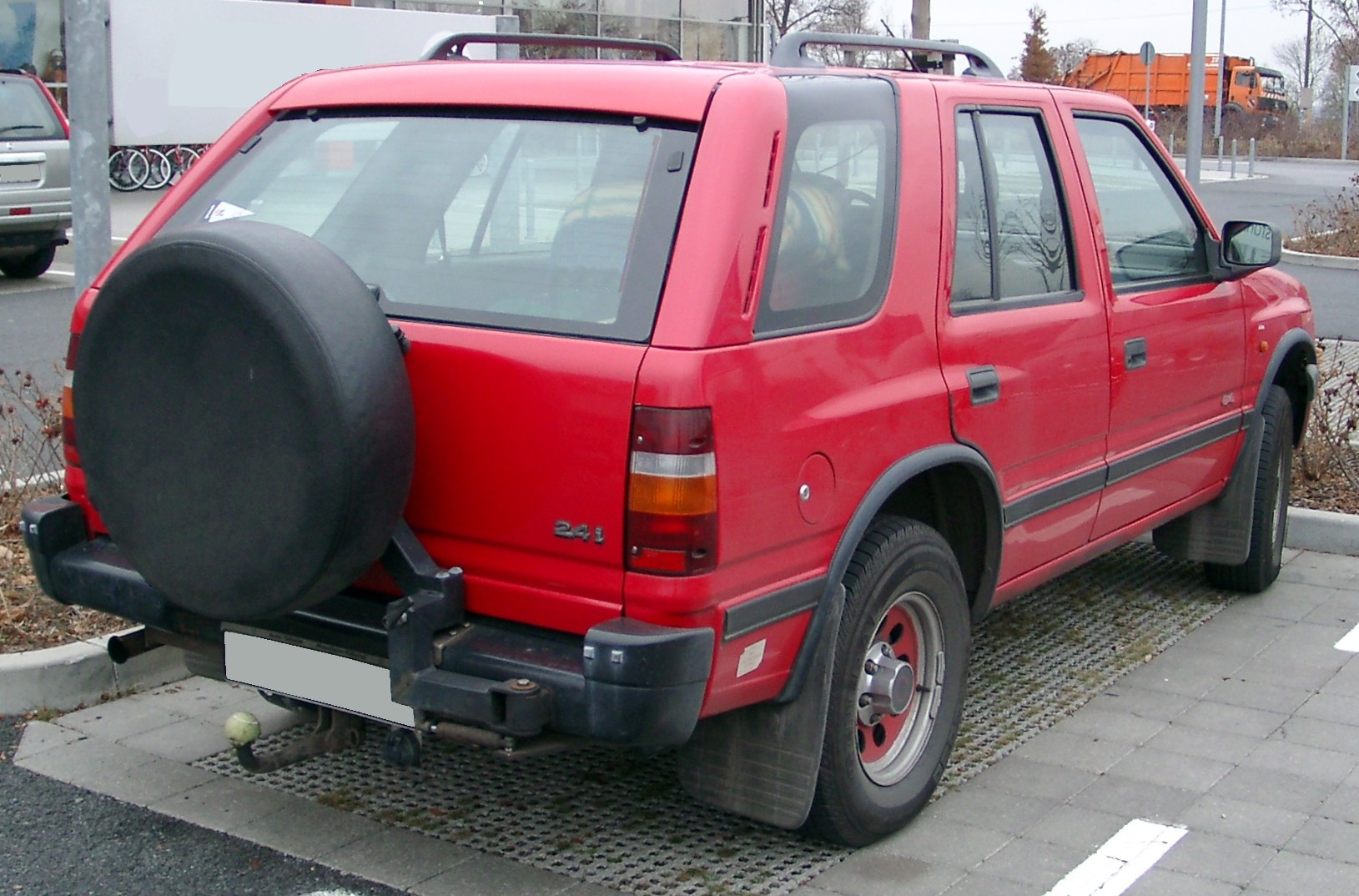
Opel Frontera A – tył

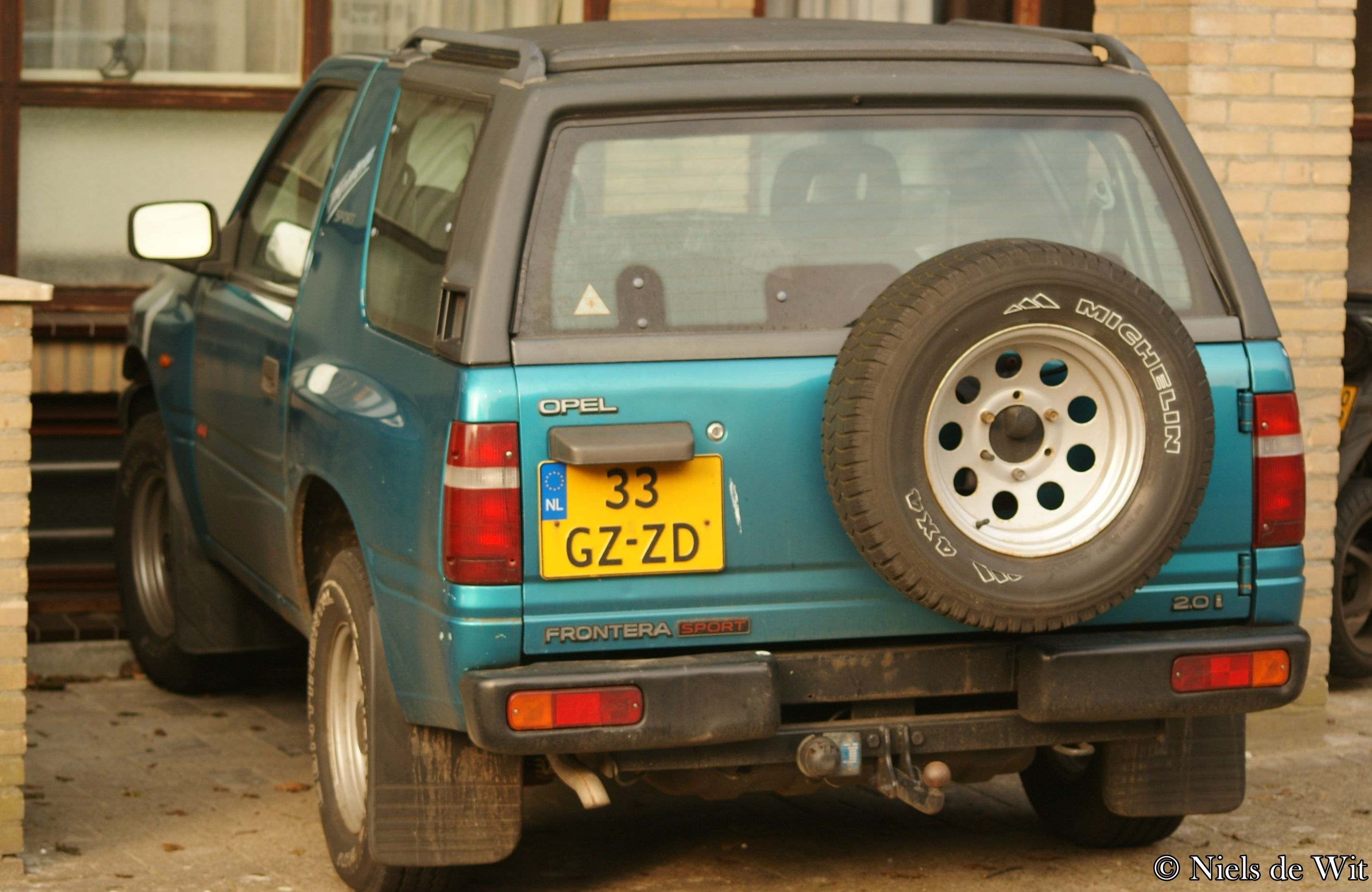
Opel Frontera A Sport

Opel Frontera I został zaprezentowany po raz pierwszy w listopadzie 1991.
Produkcję uruchomiono we wrześniu 1991 roku w Luton w Wielkiej Brytanii. Prowadzono ją w powstałej w 1987 roku spółce IBC Vehicles, w której koncern General Motors miał 82% akcji, a koncern Isuzu (w którym GM miał wówczas znaczące udziały) 18% akcji. Model Frontera występował w dwóch odmianach nadwoziowych, jako 3 bądź 5-drzwiowy. Odmiana 3 drzwiowa nosi nazwę Frontera Sport. Bazują one na konstrukcji japońskich samochodów Isuzu Mu (3d) oraz Isuzu Mu Wizzard (5d). Model Mu w USA i Kanadzie znany był jako Isuzu Amigo (3d), oraz jako Isuzu Rodeo (5d).
W 1997 roku samochód przeszedł lifting wnętrza. Zmieniono "kwadratowe" kształty na nieco bardziej zaokrąglone.

## Druga generacja

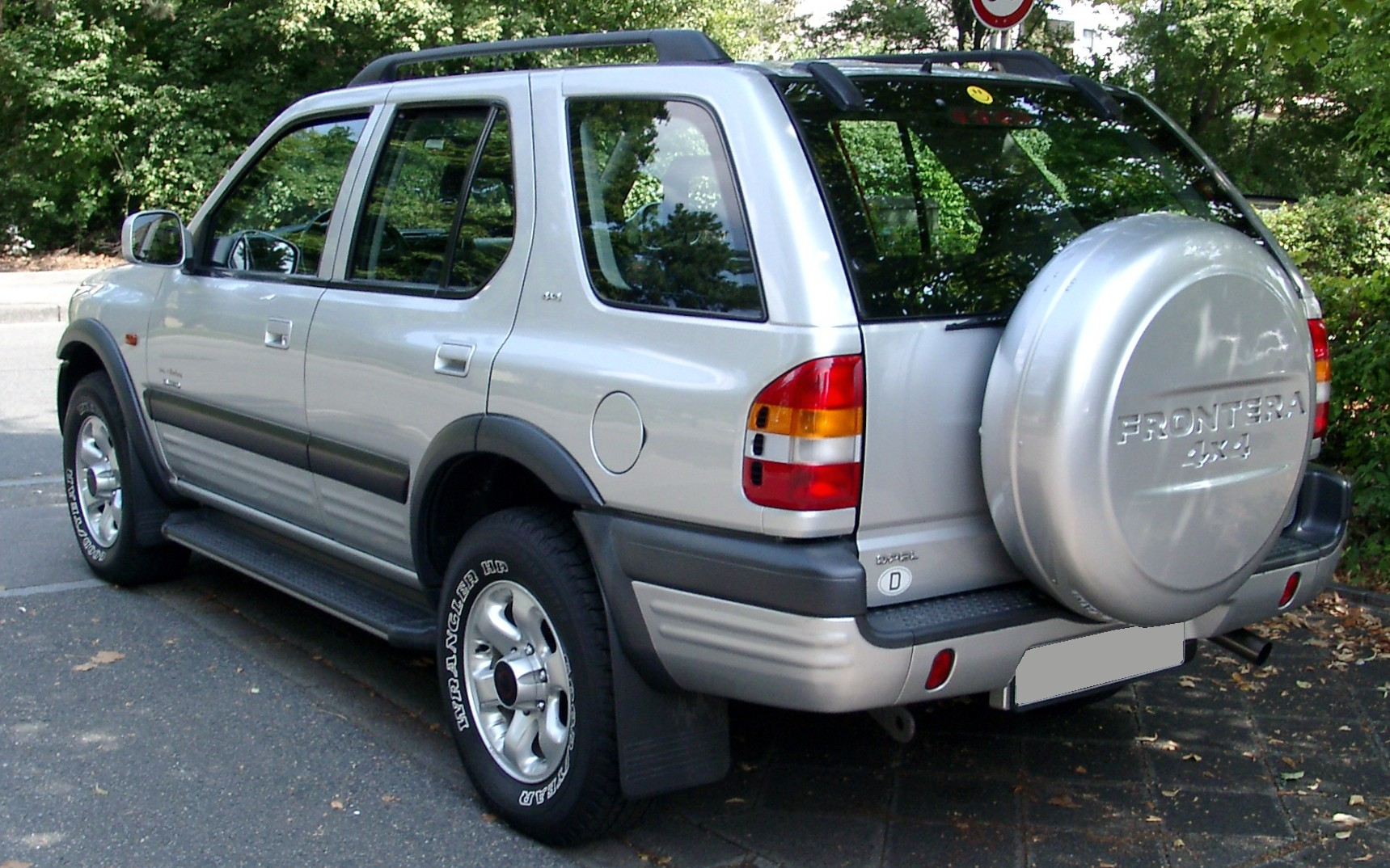
Opel Frontera B – tył

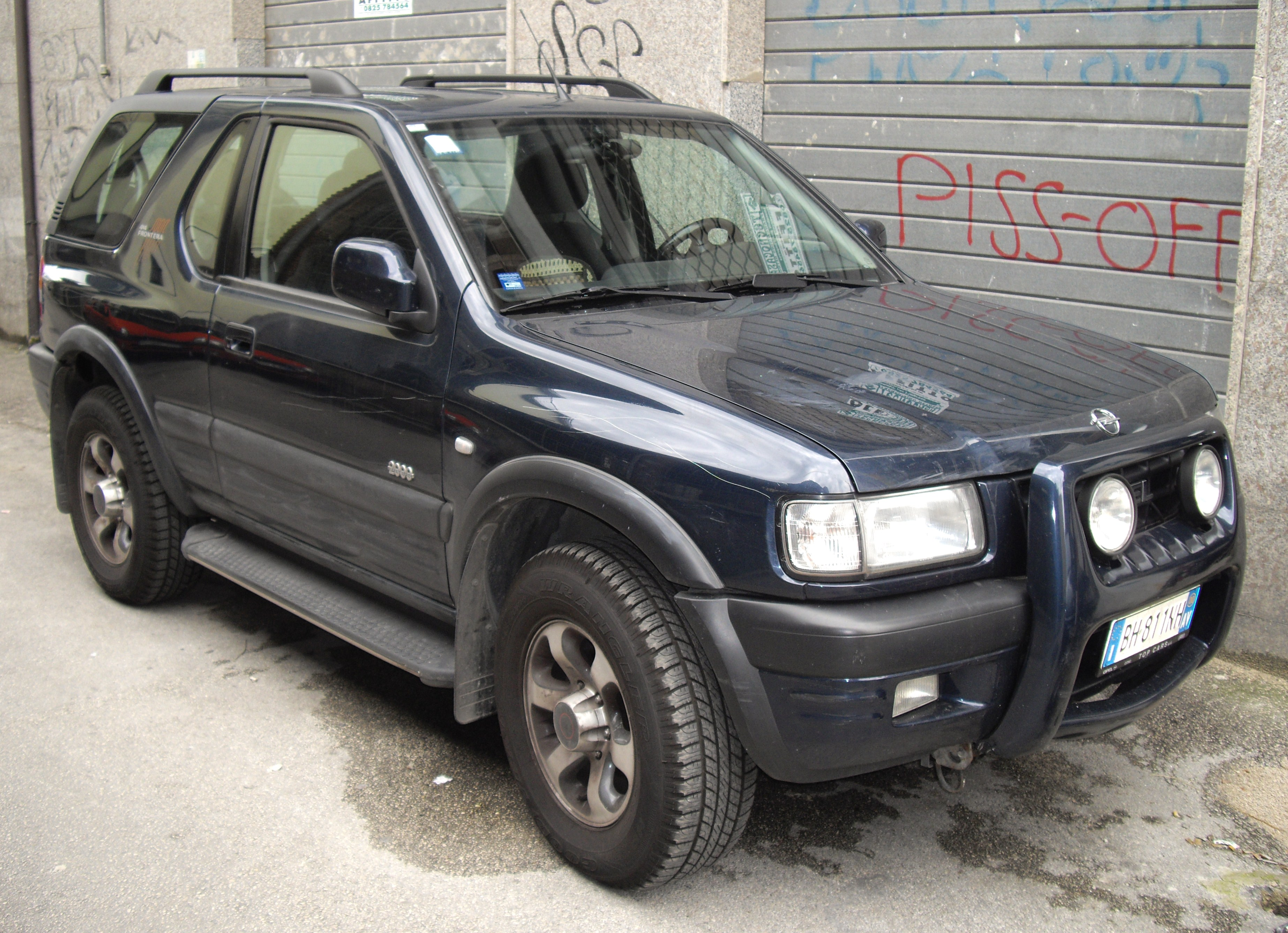
Opel Frontera B Sport

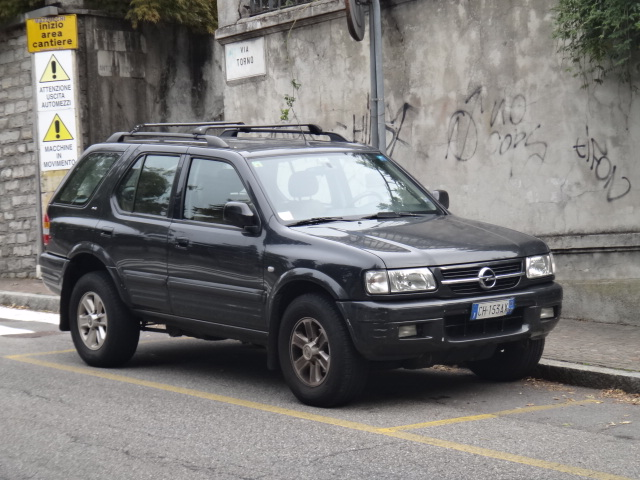
Opel Frontera B po liftingu

Opel Frontera II został zaprezentowany po raz pierwszy we wrześniu 1997 roku.
Druga generacja powstała na bazie poprzednika, zyskując zarazem gruntownie odświeżoną stylistykę. Samochód dalej oferowano zarówno w wersji pięciodrzwiowej, jak i trzydrzwiowej pod nazwą Frontera Sport. W 2001 roku przeprowadzono gruntowną modernizację, w ramach których zmienił się wygląd przedniej części nadwozia.
Produkcja Frontery B trwała w angielskich zakładach Vauxhalla do 2004 roku. Rok później model zastąpił zupełnie nowy SUV Antara.

### Wyposażenie
- ABS
- TC (w późniejszych latach produkcji)
- poduszka powietrzna dla kierowcy i pasażera z przodu
- komputer pokładowy (w niektórych wersjach)
- relingi dachowe
- mechanizm różnicowy o ograniczonym poślizgu z tyłu (LSD)
- przyciemniane szyby
- elektrycznie otwierane przednie szyby
- elektrycznie otwierana tylne szyby
- elektryczne regulowane boczne lusterka
- pokrywa komory bagażowej (roleta)
- tylna wycieraczka z różnymi prędkościami przesuwu
- skórzana kierownica z regulowaną wysokością
- regulacja wysokości fotela kierowcy
- tylne zagłówki
- felgi ze stopu metali lekkich
- klimatyzacja manualna
- lakier metalic
- światła przeciwmgielne
- radioodtwarzacz z 6 głośnikami i anteną dachową
- dzielone asymetrycznie tylne siedzenie
- wspomaganie układu kierowniczego
- zamek centralny z pilotem
- 3 światło stop

### Wyposażenie dodatkowe
- automatyczna skrzynia biegów
- tempomat
- elektryczny przezroczysty szyberdach
- skórzane fotele w tym przednie  z ogrzewaniem
- podgrzewane spryskiwacze
- siatka oddzielająca komorę bagażową
- przednie orurowanie ("kangur") z halogenami dalekosiężnymi
- progi boczne
- hak demontowany

### Dane techniczne[1][2]
| Silnik          | moc [KM] przy obr./min | max. mom. obr. [Nm] przy obr./min | prędkość maksymalna [km/h] | przyspieszenie 0-100 km/h [s] | lata produkcji |
| --------------- | ---------------------- | --------------------------------- | -------------------------- | ----------------------------- | -------------- |
| 2.2 16V (X22XE) | 147 / 5800             | 203 / 4000                        | 162                        | 13,4                          | 1998–2003      |
| 3.2 V6 (6VD1)   | 205 / 6200             | 300 / 3600                        | 189                        | 9,7                           | 1998-2003      |

| Silnik               | moc [KM] przy obr./min | max. mom. obr. [Nm] przy obr./min | prędkość maksymalna [km/h] | przyspieszenie 0-100 km/h [s] | lata produkcji |
| -------------------- | ---------------------- | --------------------------------- | -------------------------- | ----------------------------- | -------------- |
| 2.2 DTI (Y22DTH)     | 115 / 4300             | 260 / 1900                        | 156                        | 13,7                          | 1998–2002      |
| 2.2 DTI 16V (Y22DTR) | 125 / 4000             | 280 /1500                         | 158                        | 11,5                          | 1998–2002      |

### Podwozie
- rama nośna
- przyśrubowana karoseria kombi
- nadwozie 2 lub 4-drzwiowe
- nadwozie 2-drzwiowe 4-osobowe – klapa bagażnika jednoczęściowa otwierana na stronę lewą (zawiasy po stronie lewej); pełnowymiarowe koło zapasowe przytwierdzone do klapy bagażnika
- nadwozie 4-drzwiowe 5-osobowe – dzielone w poziomie drzwi tylne, klapy na zawiasach u góry i po lewej stronie – szyba otwierana do góry, klapa otwierana na stronę lewą; pełnowymiarowe koło zapasowe przytwierdzone do klapy bagażnika

Zawieszenie przód
- niezależne zawieszenie kół na podwójnych wahaczach poprzecznych
- resorowe drążki skrętne
- stabilizator

Zawieszenie tył
- sztywny most pędny na czterech wahaczach wzdłużnych
- drążek reakcyjny  (poprzeczny)
- amortyzatory sprężynowe śrubowe
- stabilizator

Hamulce
- hydrauliczny system dwu-obiegowy wspierany próżniowo
- ABS
- tarczowe chłodzone wewnętrznie (przód i tył)
- ręczny hamulec postojowy na bębnie pomocniczym w hamulcu kół tylnych

Układ kierowniczy
- układ kierowniczy ze wspomaganiem (przekładnia zębatkowa)
- kierownica 382 mm; 3,7 obrotu

Felgi
- ze stopu metali lekkich 7x16 (seryjne)

Opony
- 245/70 R16 (seryjne)

### Przeniesienie napędu
- napęd na koła tylne
- napęd przedni włączany podczas jazdy do 90 km/h (w pełni automatyczny bieg wolny przednich kół)
- mechanizm różnicowy o ograniczonym poślizgu 40% z tyłu (LSD – Limited slip differential) czyli częściowa, automatyczna blokada mechanizmu różnicowego.
- reduktor